# Willem Nicolaï
Willem Frederik Gerard Nicolaï (Leiden, 20 november 1829 - Den Haag, 25 april 1896) was een Nederlands componist, dirigent en organist.

## Levensloop
Na het overlijden van zijn vader in 1838 kreeg Nicoläi zijn verdere opvoeding in het Lutherse weeshuis in Leiden. Aanvankelijk voor het boekbinden opgeleid, trok hem de muziek meer aan. Hij werd daarom op de muziekschool geplaatst en was aldaar een van de beste leerlingen. Nicolaï studeerde vanaf 1849 orgel, piano en compositie aan de Felix Mendelssohnschool voor muziek en theater te Leipzig, toen nog conservatorium geheten, en was ook een verdienstelijk organist. Verder studeerde hij bij de toen bekende organist Johann Gottlob Schneider junior in Dresden.
In 1852 kwam hij terug naar Nederland. Een jaar later werd hij leraar voor orgel en muziektheorie aan de toenmalige "Koninklijke Muzykschool" in Den Haag, alwaar hij een soort orkestklas oprichtte om studerende musici in orkestverband te laten musiceren. Zijn leerlingen kwamen terecht bij de orkesten in Amsterdam, Groningen, Arnhem, Utrecht en Den Haag. Hij werd voorts directeur van de Haagse afdeling van de Maatschappij tot Bevordering der Toonkunst, later ook in Rotterdam.. Verder was hij organist in de Franse kerk in Den Haag. Na Johann Lübecks dood werd hij in diens plaats directeur van de "Koninklijke Muzykschool" en bleef in deze functie tot zijn dood in 1896.
Nicolaï ontdekte in Purmerend, waar een stuk van zijn hand werd uitgevoerd, de sopraan Anna Kappel, die daar in een armenweeshuis opgroeide. Hij steunde haar bij haar toelatingsexamen voor de muziekschool in Den Haag.
Willem Nicolaï was redacteur van het muziektijdschrift Caecilia. In Den Haag is de Nicolaistraat naar hem genoemd. Ook in Bilthoven is een Nicolailaan.

## Composities

### Werken voor orkest
- Symfonie, voor orkest
- 3 ouverturen, voor orkest

### Missen, oratoria, en andere kerkmuziek
- 1872 Bonifacius, oratorium voor solisten, gemengd koor en orkest, op. 17 - tekst: Lina Schneider - première: 29 april 1873 - opgedragen aan: Wilhelmine Marie Sophie Louise, prinses der Nederlanden, prinses van Oranje-Nassau, groothertogin van Saksen-Weimar-Eisenach

### Wereldlijke cantates

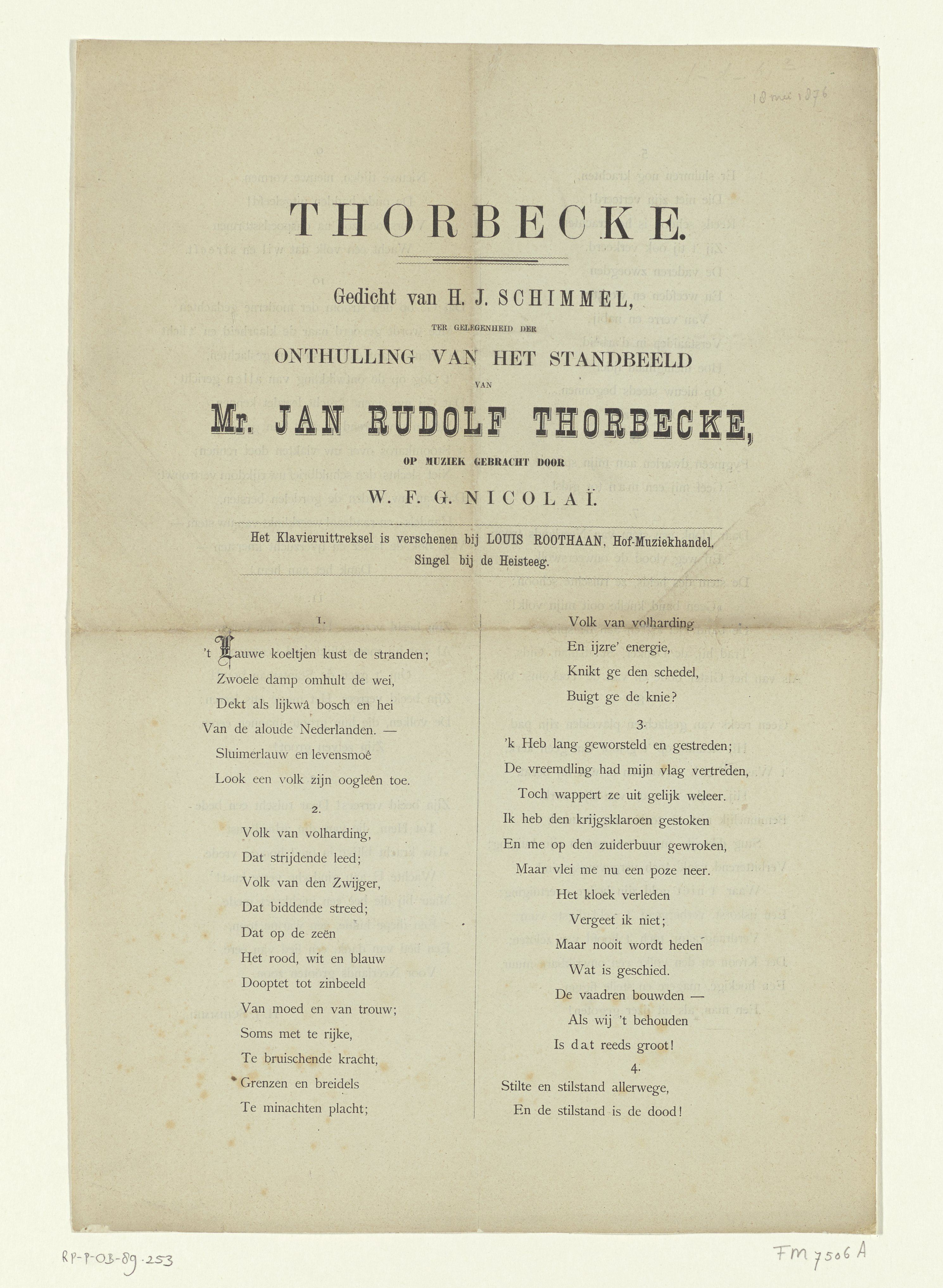
Thorbecke-cantate: tekst van H.J. Schimmel, muziek door Nicolaï

- 1893 Jahveh's Wraak, dramatische cantate voor solisten, gemengd koor en orkest - tekst: Pieter Andreas Martin Boele van Hensbroek (1853-1912)
- 1869 Feestcantate in C majeur, voor 5 solisten, gemengd koor en orkest, op. 16, tekst: Nicolaas Beets - gecomponeerd t.g.v. de onthulling van het Nationaal gedenkteken 1813 (17 nov. 1869)
- Inwijdingscantate, cantate voor gemengd koor - tekst: Dr. Jan Jacobus Franciscus Wap
- Prinses Wilhelmina-cantate, cantate voor kinderkoor - tekst: Antoon Leonard de Rop
- Thorbecke-cantate, voor mannenkoor en orkest

### Vocale muziek

#### Werken voor koor
- 1860 De melodieën der Evangelische gezangen, bij de Nederlandsche Hervormde Gemeente in gebruik, voor gemengd koor met orgel
- 1865 Das Lied von der Glocke, voor solisten, gemengd koor en orkest - tekst: Friedrich von Schiller
- 1868 Hanske van Gelder, voor solisten, mannenkoor en orkest
- 1880 Door het woud, voor mannenkoor, op. 21 - tekst: Jan Pieter Heije
- 1891 Koninginnelied in Bes majeur, voor een- of tweestemmig koor en piano - tekst: Nicolaas Beets - opgedragen aan Koningin-regentes Emma van Waldeck-Pyrmont
- De Zweedsche nachtegaal, voor kinderstemmen, gemengd koor en orkest - première: 50e concert van de Maatschappij "De toekomst" op 1 december 1880 - opgedragen aan de destijds wereldberoemde zangeres Jenny Lind
- Fasse Muth, voor mannenkoor (TTBB), op. 25 - tekst: August Heinrich Hoffmann von Fallersleben
- Nederlandsch lied, voor vierstemmig mannenkoor, op. 30 - tekst: Nicolaas Beets
- Neerlands vreugdezang,[4] voor gemengd koor en orgel (of piano) - tekst: L.J. van Dam
- Vaarwel, voor mannenkoor (TTBB)
- Vaderland, mijn vaderland, voor mannenkoor (TTBB), op. 23 - tekst: August Heinrich Hoffmann von Fallersleben - opgedragen aan: Gustaaf Adolf Heinze
- Vaderlandsch lied,[4] voor solokwartet en gemengd koor - tekst: Nicolaas Beets
- Volkslied, voor gemengd koor (SSAATTBB) - tekst: Samuel Johannes van den Bergh
- Volkslied van den Oranje-vrijstaat, voor gemengd koor - tekst: Hendrik Antonie Lodewijk Hamelberg (1826-1896)

#### Liederen
- 1853 Vier Lieder, voor sopraan (of tenor) en piano, op. 1
  1. O sieh mich dich so lächlend an - tekst: Emanuel Geibel
  2. Ich muss hinaus, ich muss zu dir - tekst: August Heinrich Hoffmann von Fallersleben
  3. Du bist so still, so sanft, so sinnig - tekst: Emanuel Geibel
  4. Herbstlied - tekst: Ludwig Tieck
- 1859 Drei Gesänge, voor een diepe zangstem en piano, op. 5 - tekst: Ludwig Uhland, Auguste Turrschmiedt en August Heinrich Hoffmann von Fallersleben
- 1859 Spielmannslied - uit 5 liederen, voor zangstem en piano, op. 8 nr. 1 - tekst: Emanuel Geibel
- 1861 Drie duetten, voor sopraan en alt (ook voor sopraan en tenor) met piano
  1. Halt recht im Gemüthe
  2. Die linden Lüfte sind erwacht
  3. Frühling
- 1865 Loverkens,[5] 6 Oud-Nederlandse liederen voor alt (of bariton) en piano, op. 9 - tekst: Henrike Hoffman van Fallersleben, August Heinrich Hoffmann von Fallersleben
  1. Een bloemken
  2. Het meiken
  3. Vensterliedeken
  4. Minnenclachte
  5. Het hexken
  6. Mijn soete lief is mijn
- 1888 Eenzaam, voor alt en piano - tekst: Pieter Andreas Martin Boele van Hensbroek, naar: Robert Hamerling
- 1891 Liefde, lente des harten, lied voor alt (of bariton) en piano, op. 40 - tekst: Gentil Theodoor Antheunis
- Herinnering, voor bariton, mannenkoor en orkest (Hulde aan prinses Sophie van Oranje-Nassau) - oorspronkelijk Serenade genoemd, op. 41 - tekst: Pieter Andreas Martin Boele van Hensbroek
- Loverkens, 6 Oud-Nederlandse liederen voor alt (of bariton) en piano, op. 12 - tekst: Henrike Hoffman van Fallersleben, August Heinrich Hoffmann von Fallersleben
  1. Mein Liebchen ist mein Sommer
  2. Die Blümelein in dem Garten
  3. Bist du mir fern, nah' bin ich dir
  4. Drinc, sprac den herfst - een nieuw loverken in den onden (i.e. ouden) trant
- Maanlicht, voor zangstem en piano, op. 37
- Meilied, voor sopraan, alt en piano - tekst: D. Dorbeck
- Vier Lieder, voor sopraan en piano, op. 2
  1. Ich hör' ein Vöglein locken - tekst: Adolf Böttger
  2. Bleib' bei mir (Now the blooming Flow'rets tremble...)
  3. Es treibt dich fort von Ort zu Ort - tekst: Heinrich Heine
  4. Frühlings Sonnenschein
- Vondelhymne, voor bariton, mannenkoor en kwartet solo

### Kamermuziek
- 1859 Sonate, voor cello en piano, op. 4

### Werken voor piano
- 1859 Wanderschaft, salonstuk, op. 6
- 1859 Erinnerung, salonstuk, op. 7
- Nationale feestmarsch - bij het vijfentwintigjarig bestaan der onafhankelijkheid van den Oranjevrijstaat
- Zes karakterstukken, voor piano vierhandig, op. 3

## Publicaties
- Handleiding bij het onderwijs in de theorie der muziek, vol. 1. 's Gravenhage: M. Nijhoff, 1885.
- Handleiding bij het onderwijs in de theorie der muziek, vol. 2. 's-Gravenhage: M. Nijhoff, 1888. 104 p.
- Handleiding bij het onderwijs in de theorie der muziek, vol. 3. 's-Gravenhage: M. Nijhoff, 141 p.